# Arangina pluva
Arangina pluva är en spindelart som beskrevs av Forster 1970. Arangina pluva ingår i släktet Arangina och familjen kardarspindlar. Inga underarter finns listade i Catalogue of Life.